# Scincella incerta
Scincella incerta là một loài thằn lằn trong họ Scincidae. Loài này được Stuart mô tả khoa học đầu tiên năm 1940.